# Naissance en 1299
Naissance
- 1295
- 1296
- 1297
- 1298
- 1299
- 1300
- 1301
- 1302
- 1303

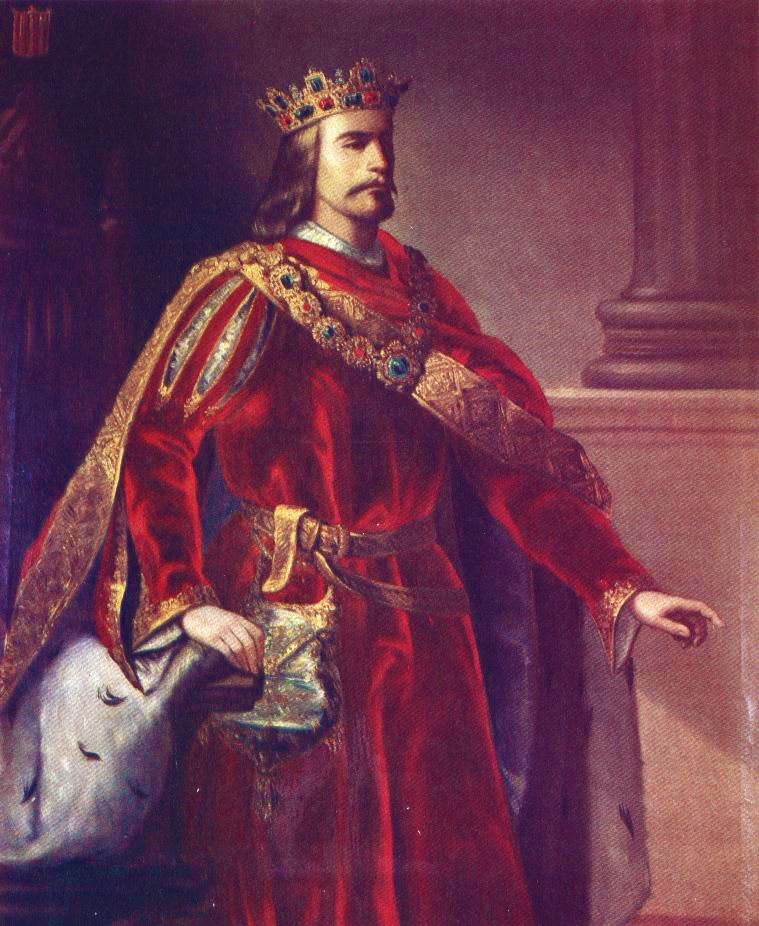
Alphonse IV d'Aragon, né en 1299.

Cette page dresse une liste de personnalités nées au cours de l'année 1299 :
- janvier : Alphonse IV d'Aragon, roi d'Aragon sous le nom d’Alphonse IV, comte de Barcelone sous le nom d’Alphonse III, roi de Valence sous le nom d’Alphonse II, roi de Sardaigne et de Corse sous le nom d’Alphonse Ier.
- vers le 25 mars : Pierre Bertrand de Colombier, ou Pierre Bertrand le Jeune, professeur à l'université de  Montpellier, doyen de Saint-Quentin, chanoine du chapitre du Mans et chanoine à Lyon et Autun, évêque de Nevers puis d'Arras et cardinal.

- Nicolas d'Autrécourt, philosophe nominaliste.
- Akashi Kakuichi, moine bouddhique japonais du début de l'époque de Muromachi de l'histoire du Japon.
- Dimitri II de Vladimir, grand-prince de Vladimir.
- Galeotto I Malatesta, seigneur de Rimini, Fano, Ascoli Piceno, Cesena et Fossombrone.
- Uzana I de Pinya, deuxième roi de Pinya

date incertaine (vers 1299)
- Michel de Brêche, évêque du Mans.
- Ranulf Higdon, chroniqueur anglais et moine bénédictin du monastère de Saint Weburg à Chester.
- Tarabya I, deuxième roi de Sagaing, dans le centre-ouest de la Birmanie (République de l'Union du Myanmar).

## Crédit d'auteurs
- Cet article est partiellement ou en totalité issu de l'article intitulé « 1299 » (voir la liste des auteurs).